# (6501) Isonzo
(6501) Isonzo  es un asteroide perteneciente al cinturón de asteroides, descubierto el 5 de diciembre de 1993 por el equipo del Observatorio Astronómico de Farra d´Isonzo desde el propio Observatorio de Farra d´Isonzo, en Italia.

## Designación y nombre
Designado inicialmente como 1993 XD.
Recibe su nombre del río cerca del cual se encuentra la ciudad de Farra d'Isonzo y su observatorio. Conocido desde hace mucho tiempo como un punto de referencia en el noreste de Italia, el río ha sido un punto de cruce hacia Europa del este desde la época romana.

## Características orbitales
Isonzo orbita a una distancia media del Sol de 2,321 ua, pudiendo acercarse hasta 2,041 ua y alejarse hasta 2,601 ua. Tiene una excentricidad de 0,121 y una inclinación orbital de 6,512 grados. Emplea en completar una órbita alrededor del Sol 1291,28 días.
Pertenece a la familia de asteroides de (4) Vesta.

## Características físicas
Su magnitud absoluta es 14,89. Tiene 2,455 km de diámetro y su albedo se estima en 0,509.